# Adriatische Mauereidechse
Die Adriatische Mauereidechse (Podarcis melisellensis), auch Karstläufer genannt, ist eine Eidechsenart aus der Gattung der Mauereidechsen, die im Gebiet der Adria beheimatet ist.

## Merkmale
Die Adriatische Mauereidechse ist eine eher kleine Echse (Körpergröße: fünf bis 6,5 Zentimeter, der Schwanz hat die doppelte Länge). Der Kopf ist relativ kurz. 
Beim Männchen ist der Rücken auf grünem, oliven oder braunem Grund gesprenkelt, oft ist der Rücken auch einfarbig. Es hat einen blauen Schulterfleck und eine rote oder gelbe Bauchseite. Das Weibchen ist deutlich längsgestreift, es zeigt ein breites grünes Mittelband auf dem Rücken mit zwei hellen Seitenstreifen. Dieses Mittelband zeigt häufig eine braun gesprenkelte Mittellinie. Das Weibchen hat einen weißen Bauch. 

## Verbreitung und Lebensraum
Das Verbreitungsgebiet der Art erstreckt sich entlang der Adriaküste vom Nordosten Italiens, über Kroatien, Montenegro bis in den Norden von Albanien und schließt die vorgelagerten kroatischen Inseln ebenfalls ein. Sie lebt im trockenen Flach- und Hügelland in einer Höhe bis zu 1300 Meter, vor allem auf Karstflächen mit wenigen Bäumen und einigen Büschen. Zurzeit werden 20 Unterarten beschrieben.